# Poix-Terron
Poix-Terron és un municipi francès situat al departament de les Ardenes i a la regió del Gran Est. L'any 2007 tenia 830 habitants.

## Demografia

### Població
El 2007 la població de fet de Poix-Terron era de 830 persones. Hi havia 320 famílies de les quals 72 eren unipersonals (36 homes vivint sols i 36 dones vivint soles), 100 parelles sense fills, 120 parelles amb fills i 28 famílies monoparentals amb fills.
La població ha evolucionat segons el següent gràfic:
Habitants censats

### Habitatges
El 2007 hi havia 361 habitatges, 326 eren l'habitatge principal de la família, 10 eren segones residències i 25 estaven desocupats. 317 eren cases i 44 eren apartaments. Dels 326 habitatges principals, 207 estaven ocupats pels seus propietaris, 106 estaven llogats i ocupats pels llogaters i 12 estaven cedits a títol gratuït; 1 tenia una cambra, 9 en tenien dues, 49 en tenien tres, 93 en tenien quatre i 173 en tenien cinc o més. 215 habitatges disposaven pel capbaix d'una plaça de pàrquing. A 139 habitatges hi havia un automòbil i a 150 n'hi havia dos o més.

### Piràmide de població
La piràmide de població per edats i sexe el 2009 era:
| Homes | Edats   | Dones |
| ----- | ------- | ----- |
| 4     | 95 o +  | 0     |
| 0     | 90 a 94 | 0     |
| 4     | 85 a 89 | 12    |
| 0     | 80 a 84 | 4     |
| 4     | 75 a 79 | 16    |
| 16    | 70 a 74 | 4     |
| 36    | 65 a 69 | 24    |
| 8     | 60 a 64 | 20    |
| 4     | 55 a 59 | 4     |
| 16    | 50 a 54 | 20    |
| 36    | 45 a 49 | 20    |
| 40    | 40 a 44 | 32    |
| 36    | 35 a 39 | 40    |
| 24    | 30 a 34 | 32    |
| 36    | 25 a 29 | 28    |
| 16    | 20 a 24 | 28    |
| 40    | 15 a 19 | 8     |
| 28    | 10 a 14 | 36    |
| 24    | 5 a 9   | 28    |
| 20    | 0 a 4   | 28    |

## Economia
El 2007 la població en edat de treballar era de 509 persones, 391 eren actives i 118 eren inactives. De les 391 persones actives 366 estaven ocupades (200 homes i 166 dones) i 25 estaven aturades (6 homes i 19 dones). De les 118 persones inactives 37 estaven jubilades, 38 estaven estudiant i 43 estaven classificades com a «altres inactius».

### Ingressos
El 2009 a Poix-Terron hi havia 315 unitats fiscals que integraven 817 persones, la mediana anual d'ingressos fiscals per persona era de 17.399 €.

### Activitats econòmiques
Dels 60 establiments que hi havia el 2007, 1 era d'una empresa extractiva, 1 d'una empresa alimentària, 2 d'empreses de fabricació de material elèctric, 2 d'empreses de fabricació d'altres productes industrials, 7 d'empreses de construcció, 10 d'empreses de comerç i reparació d'automòbils, 6 d'empreses de transport, 2 d'empreses d'hostatgeria i restauració, 1 d'una empresa d'informació i comunicació, 3 d'empreses financeres, 3 d'empreses immobiliàries, 4 d'empreses de serveis, 14 d'entitats de l'administració pública i 4 d'empreses classificades com a «altres activitats de serveis».
Dels 16 establiments de servei als particulars que hi havia el 2009, 1 era una oficina d'administració d'Hisenda pública, 1 gendarmeria, 1 oficina de correu, 1 una oficina bancària, 1 funerària, 2 tallers de reparació d'automòbils i de material agrícola, 1 paleta, 2 fusteries, 3 lampisteries, 1 perruqueria, 1 restaurant i 1 agència immobiliària.
Dels 5 establiments comercials que hi havia el 2009, 1 era una botiga de més de 120 m², 1 una botiga de menys de 120 m², 1 una fleca, 1 una peixateria i 1 una joieria.
L'any 2000 a Poix-Terron hi havia 12 explotacions agrícoles que ocupaven un total de 679 hectàrees.

## Equipaments sanitaris i escolars
El 2009 hi havia 1 farmàcia i 1 ambulància.
El 2009 hi havia una escola elemental.

## Poblacions més properes
El següent diagrama mostra les poblacions més properes.